# Hesat

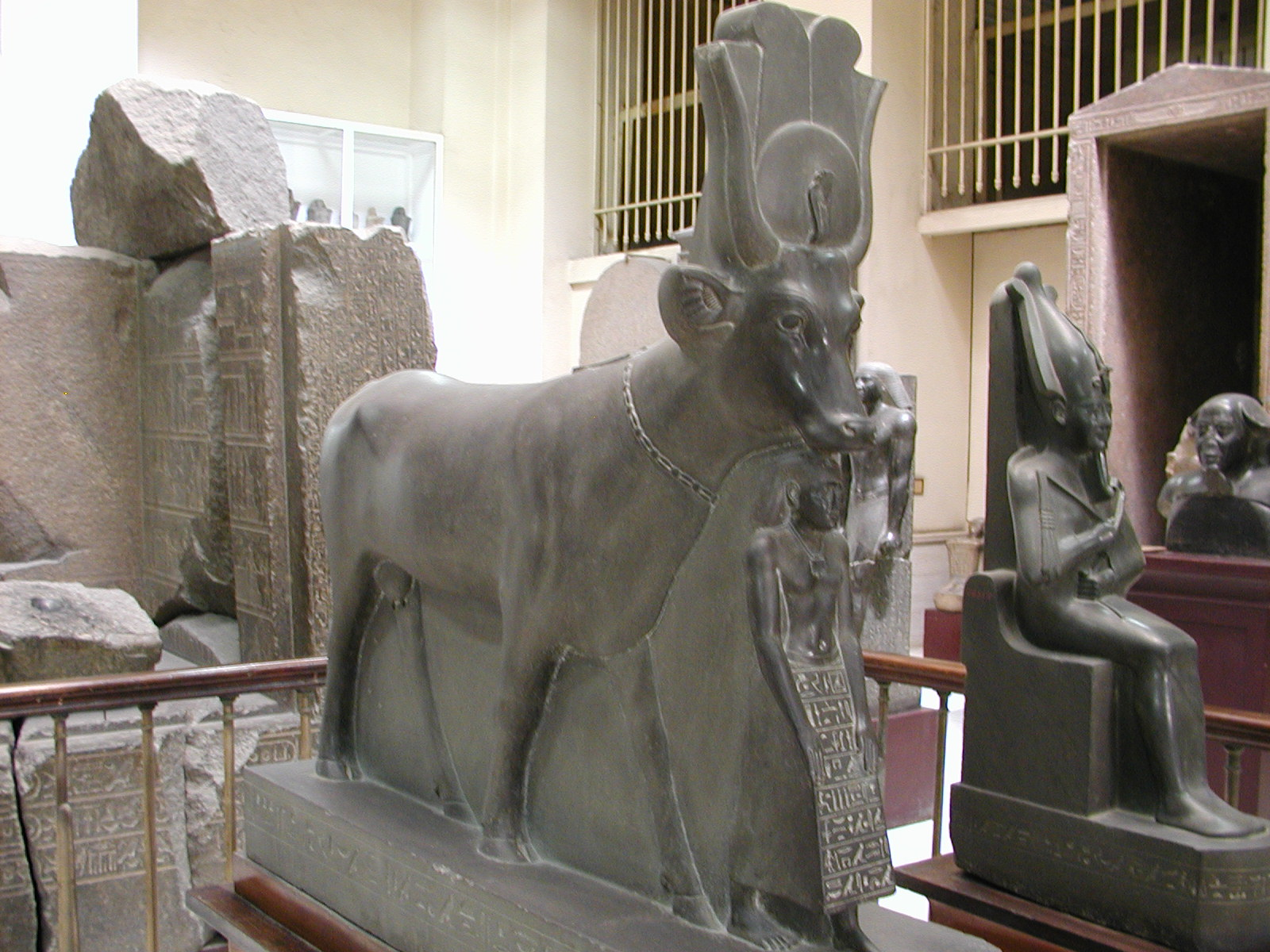
Scultura di Hathor-vacca, comprendente tutti i suoi simboli più significativi.

Hathor nella forma di vacca sacra

Hesat è una divinità egizia appartenente alla religione dell'antico Egitto. Era una delle forme della dea Hathor.

## Culto
Venerata in particolar modo ad Aphroditopolis.

## Mito
Secondo gli eliopolitani è madre di Anubi, frutto della sua unione con Khnemu.
Secondo il mito di Osiride, Seth decapitò Iside per impedirle di partorire Horus. Fortunatamente Ptah era lì e sostituì la testa di Iside con quella di un bovide.
Probabilmente è questa l'origine di Hesat.